# Nicomache truncata
Nicomache truncata är en ringmaskart som beskrevs av Willey 1905. Nicomache truncata ingår i släktet Nicomache och familjen Maldanidae. Inga underarter finns listade i Catalogue of Life.